# Pierścień rybaka (powieść)
Pierścień rybaka (fr. Anneau du pêcheur) – powieść z 1995 roku, której autorem jest francuski pisarz Jean Raspail.
Przekład polski – Marian Miszalski, Klub Książki Katolickiej, Poznań 2005. Autor sięga do mrocznego okresu w historii Kościoła, jakim była wielka schizma zachodnia. Narracja jest prowadzona dwutorowo, gdyż akcja rozgrywa się zarówno w średniowieczu, jak i w czasach współczesnych.
Osnową powieści są losy antypapieża Benedykta XIII i jego następców, gdyż według autora linia papieży awiniońskich nie wygasła wraz z Benedyktem XIII i jego ostatnim następcą Klemensem VIII, ale trwała aż do naszych czasów. Wyboru Klemensa VIII nie uznał za ważny ostatni kardynał Benedykta XIII – Jan Carrier. Gdy Klemens VIII abdykował i poddał się jurysdykcji papieża Marcina V, Jan Carrier wybrał na papieża z linii awiniońskiej Bernarda Garniera, dziekana kapituły katedralnej w Rodez, który przybrał imię Benedykta XIV. Ten podniósł do godności kardynalskiej kilku swoich towarzyszy. Pozostanie z nich tylko Jan Farald, który po śmierci Benedykta wybierze na papieża Jana Carriera – Benedykta XIV. Od niego zaś będzie się ciągnąć nieprzerwany łańcuch Benedyktów, którzy strzec będą sukcesji apostolskiej. Ostatni z nich to Gerard de Vallac, który, jako swą ostatnią misję, podejmuje próbę dotarcia do Rzymu, aby tam umrzeć. W poszukiwaniach ostatniego Benedykta uczestniczy bp Cassini z Watykanu oraz jego współpracownik, o. Włodzimierz Nykas.
Przedstawiając w sposób bardzo sugestywny papiestwo XIV i XV w., autor stara się ukazać Kościół z jednej strony jako instytucję i organizację pełną ludzkich błędów, rozdzieraną sporami, których fundamentem są pycha, zawiść, przywiązanie do bogactw materialnych i władzy, a z drugiej strony jako rzeczywistość nadprzyrodzoną i depozytariusza łaski bożej. Spoza zamętu spowodowanego schizmą wyłania się obraz Kościoła, który jest nosicielem prawdy.